# Max Allan Collins
Pour les articles homonymes, voir Collins.
Max Allan Collins est un écrivain américain né le 3 mars 1948 à Muscatine, (Iowa). C'est un auteur très prolifique : il a écrit des romans, des nouvelles, des bandes dessinées, des novélisations, des scénarios de films et des documentaires. Il est aussi le metteur en scène de plusieurs films.

## Biographie
Max Allan Collins s'est fait connaître en France avec le lancement, dans la collection de la Série noire, d'une série consacrée à un détective privé du nom de Nathan Heller et mettant en scène le célèbre Eliot Ness. 
Nate Heller est un ancien policier de Chicago qui, refusant toute compromission, devient détective privé et, grâce à l'imagination de Collins, va se retrouver mêlé à tous les événements majeurs de l'histoire du crime aux États-Unis des années 1930 à 1970.
Par l'intermédiaire de ce personnage, Collins explore les coulisses de l'Amérique des années trente entre Chicago et la Floride. Il en fait une méticuleuse reconstitution et, grâce à son style vif et fluide, arrive à créer une ambiance tout à fait prenante. Il pousse le réalisme de ses reconstitutions jusqu'à réécrire l'histoire de la pègre américaine.

## Prix
- 1981 : Prix Inkpot

## Bande dessinée
Max Allan Collins a écrit un roman graphique :
- Les Sentiers de la perdition (Road to Perdition) (1998) ; dessins de Richard Piers Rayner.

Surfant sur ce succès, il a écrit trois suites :
- On the Road to Perdition: Oasis (2003) ; dessins de José Luis Garcia-López et Josef Rubinstein
- On the Road to Perdition: Sanctuary (2003) ; dessins de Steve Lieber
- On the Road to Perdition: Detour (2004) ; dessins de Jose Luis Garcia-Lopez et Steve Lieber.

De 1977 à 1993 Collins est le scénariste des épisodes du comics Dick Tracy créé par Chester Gould. Il lui donne un nouvel élan en le remettant au goût du jour.

## Cinéma
Trois axes principaux dans la carrière cinématographique de Max Allan Collins :
L'écriture de scénarios :
- The Expert (1994) mise en scène de Rick Avery ; Scénario de Max Allan Collins

L'écriture de novélisations :
« Je vous supplie de ne pas mettre de côté ces ‘novélisations’. Je les ai écrites avec les deux mains sur le clavier et les deux yeux ouverts, et mon cerveau complètement alerte »[réf. nécessaire] Collins
- Dans la ligne de mire, J'ai lu, 1993
- Maverick, Press Pocket, 1994
- Waterworld, Press Pocket 1995
- Il faut sauver le soldat Ryan, J'ai lu, 1998
- Windtalkers, Fleuve noir 2002
- X-Files: Regénération, (The X-Files: I Want to Believe), trad. de l'anglais (États-Unis) par Fabrice Joly, Bragelonne, coll. "Milady", Paris, 2008, 281 p., broché, 11 x 17,8 cm  (ISBN 978-2-8112-0021-3)

La mise en scène de films :
- Mommy (1994) Écrit et réalisé par Max Allan Collins
- Mommy 2 (Mommy's Day) (1997) Écrit et réalisé par Max Allan Collins
- Mike Hammer's Mickey Spillane (1998) Écrit et réalisé par Max Allan Collins (Documentaire)

## Œuvres romanesques
- Bait Money (1973) Publié en français sous le titre La Vie en rouge, Paris, Série Noire no 2204, traduction de S. Sinet.
- La Course au sac, Gallimard, collection Super noire, 1975
- La Veillée des rombières, Gallimard, collection Série Noire, 1983.
- La Mort est sans remède, Gallimard, collection Série Noire, 1984.
- True Detective (1983) Publié en français en deux volumes sous les titres Faisans et malfaisants I - Chicago-Atlanta 1932-33 et II - Miami-Chicago 1933, Paris, Série Noire no 2001 et no 2002, 1985, traduction de F. M. Watkins. Série Nathan Heller
- True Crime (1984) Publié en français en deux volumes sous les titres  Un flingue peut en cacher un autre, III-Faisans et malfaisants et Le grand patron a eu la trouille, IV-Faisans et malfaisans, Paris, Série Noire no 2045 et no 2046, 1986, traduction de F. M. Watkins. Série Nathan Heller
- A Shroud for Aquarius (1985) Publié en français sous le titre Un linceul pour le verseau, Paris, Série Noire no 2072, traduction de Paul Kinnet.
- Midnight Haul (1986) Publié en français sous le titre La Polka des polluants, Paris, Série Noire no 2110, traduction de F. M. Watkins.
- The Dark City (1987) Publié en français sous le titre Ça sent la rousse, Paris, Série Noire no 2127, traduction de F. M. Watkins.
- Un candidat de choc, Gallimard, collection Série Noire, 1988.
- Spree (1987) Publié en français sous le titre Le Grand Saccage, Paris, Série Noire no 2206, traduction de Alain Dernaud.
- Mirage de sang, Gallimard, collection Série Noire, 1989.
- Butcher's Dozen (1988) Publié en français sous le titre Le Boucher de Cleveland, Paris, Série Noire no 2206, traduction de Noël Chasseriau.
- Un week-end tuant, Librairie des Champs-Élysées, Le Masque no 1966, 1989
- Bullet Proof (1989) Publié en français sous le titre La Mafia ne passera pas !, Paris, Série Noire no 2227, traduction de Noël Chasseriau.
- Pas de pitié pour ceux qu'on aime, Librairie des Champs-Élysées, Le Masque no 2017, 1990
- Mourir après la guerre, Gallimard, collection Série Noire, 1994.
- Loterie en noir et blanc, Gallimard, collection Série Noire, 1996.
- Blood and Thunder (1995) Publié en français sous le titre Sang et tonnerre, Paris, Série Noire no 2636, traduction de Hélène Misserly. Série Nathan Heller
- Les Meurtres du Titanic, éditions Rivages, 2001, voir Titanic
- Carnal Hours (1994) Publié en français sous le titre Heures charnelles, Paris, Série Noire no 2712, traduction de Noël Chasseriau. Série Nathan Heller

Série Dark Angel
- Avant l'aube Fleuve noir 2002
- Après les ténèbres Fleuve Noir 2003
- Le Traître Fleuve noir 2003

Série Bones
- Puzzle macabre Fleuve Noir 2007

Série Romans et bandes dessinées des Experts#Romans
Série Esprits criminels
- Aux ordres de l'ombre, édité en 2007 aux États-Unis et 2010 en France

Il y a des meurtres de clochards et un enlèvement d'une héritière ; en fait, deux délinquants veulent reproduire un film d'horreur avec des scènes réelles

## Sources
- Jacques Baudou et Jean-Jacques Schleret, Le Vrai Visage du Masque, vol. 1, Paris, Futuropolis, 1984, 476 p. (OCLC 311506692).
- Anne Martinetti, "Le Masque" : histoire d'une collection, Amiens, Encrage, coll. « Références » (no 3), 1997, 143 p. (ISBN 978-2-906389-82-3).
- Claude Mesplède, Les années "Série noire" : bibliographie critique d'une collection policière, vol. 1 : 1945-1959, Amiens, Editions Encrage, coll. « Travaux » (no 13), 1992 (ISBN 978-2-906389-34-2).
- Claude Mesplède, Les années "Série noire" : bibliographie critique d'une collection policière, vol. 2 : 1959-1966, Amiens, Editions Encrage, coll. « Travaux » (no 17), 1993 (ISBN 978-2-906389-43-4).
- Claude Mesplède, Les années "Série noire" : bibliographie critique d'une collection policière, vol. 3 : 1966-1972, Amiens, Editions Encrage, coll. « Travaux / 22 », 1992, 4 p. (ISBN 978-2-906389-53-3).
- Claude Mesplède et Jean-Jacques Schleret, SN, voyage au bout de la Noire : inventaire de 732 auteurs et de leurs œuvres publiés en séries Noire et Blème : suivi d'une filmographie complète, Paris, Futuropolis, 1982, 476 p. (OCLC 11972030).